# Igor Zalewski
Igor Zalewski (ur. 16 maja 1970) – polski dziennikarz, felietonista i komentator polityczny.

## Życiorys
Absolwent Wydziału Wiedzy o Teatrze Akademii Teatralnej w Warszawie. Razem z Robertem Mazurkiem stworzył w kwietniu 1998 w tygodniku „Nowe Państwo” rubrykę satyryczną „Z życia koalicji, z życia opozycji”, będącą przeglądem politycznych wydarzeń tygodnia w formie krótkich, sarkastycznych i ironicznych notek. Autorzy wprowadzili do języka publicznego kilka pojęć, m.in. "Telewizja Białoruska oddział w Warszawie" (na określenie TVP za prezesury Roberta Kwiatkowskiego), "Brunatny Robert" (o Robercie Kwiatkowskim), "Najsłynniejszy Polski Mulat" (o Andrzeju Lepperze), "kaczyzm". To w tej rubryce po raz pierwszy opisano aferę Rywina. Rubryka ukazywała się w tygodniku „Wprost” w latach 2002–2010, a następnie od 2011 do 2012 w tygodniku „Uważam Rze”. Od grudnia 2012 do czerwca 2018 w tygodniku „W Sieci”.
Od stycznia 2013 jest publicystą tygodnika „Do Rzeczy”. Jest założycielem fundacji Akademia Retoryki Igora Zalewskiego, która organizuje kursy, szkolenia i warsztaty m.in. z zakresu wystąpień publicznych oraz konkursy dla uczniów szkół średnich i studentów.
- dziennikarz dziennika „Życie”[1] i felietonista dziennika Polska[11]
- publicysta tygodnika „Nowe Państwo”[1]
- do 2003 redaktor naczelny miesięcznika „Film”[12]
- w latach 2002-2010 etatowy komentator polityczny tygodnika „Wprost”[13], m.in. współautor rubryki satyrycznej „Z życia koalicji / Z życia opozycji” (którą prowadził od 1998 roku z Robertem Mazurkiem)[1]
- w 2005 był współprowadzącym talk-show „Lekka jazda Mazurka i Zalewskiego” w TVP1[14]
- od 2006 do czerwca 2007 związany z „Przekrojem”, w którym publikował felietony (zastąpił Kazimierza Kutza) i artykuły[15]
- współpracował także z „Życiem Warszawy” i od 2006 roku z „Dziennikiem” (cykl felietonów „Pod wąs”) do października 2007[1]
- prowadził program Rzadki okaz w TV Puls[16]
- współprowadził program Poranek Info w TVP Info[17]
- współpracował z Wirtualną Polską[18]
- w latach 2011–2012 rubryka satyryczna „Z życia koalicji / Z życia opozycji” ukazywała się w tygodniku „Uważam Rze”, a od grudnia 2012 do 2018 w tygodniku „W Sieci”. Od początku tworzył ją z Robertem Mazurkiem[1].

## Publikacje
- Historia dosłowna. Ilustrowana kronika III RP w cytatach i komentarzach, rys. Henryk Sawka, Katowice – Chorzów: Videograf II 2009[19].
- Ogólna teoria wszystkiego, Warszawa: The Facto 2009 (wybór felietonów publikowanych w różnych czasopismach)[20].
- Pod wąs, Warszawa: The Facto 2010 (wybór felietonów z lat 2008–2010 publikowanych w różnych czasopismach)[21].
- Ani słowa o polityce, Warszawa: The Facto 2015 (wybór felietonów publikowanych w różnych czasopismach)[22].